# North Lakewood
North Lakewood es un área no incorporada ubicada en el condado de Snohomish en el estado estadounidense de Washington.

## Geografía
North Lakewood se encuentra ubicado en las coordenadas 47°50′2″N 122°8′39″O / 47.83389, -122.14417.